# كلير موراي
كلير موراي (بالإنجليزية: Clare Murray)‏ (1988 في أستراليا - ) هي لاعبة كرة يد أستراليا.